# کلینتون موریسن
کلینتون موریسن (انگلیسی: Clinton Morrison؛ زادهٔ ۱۴ مهٔ ۱۹۷۹) یک بازیکن فوتبال اهل ایرلند است.